# ドッグソルジャー
『ドッグソルジャー』（Dog Soldier）は、猿渡哲也による日本の漫画。
『月刊ベアーズクラブ』および『ビジネスジャンプ』（集英社）にて連載された。単行本は全12巻。

## 登場人物

### 主要登場人物
ジョン・キョースケ・飛葉（ジョン キョースケ ひば）
主人公。ハワイの日系三世。
アメリカ軍エリート特殊部隊グリーンベレーの元隊員。1979年にアメリカ陸軍入隊、3年後にグリーンベレーへ入隊し、不正規戦において能力をいかんなく発揮し、名誉章7個、銀星章23個、勲功章34個の勲章を授与された。単独工作で、この勲章授勲記録は未だ破られていない。
政府の汚いやり口に我慢できずにグリーンベレーを辞め、以後は日本の借家に移り住み、借金漬けとなりガスも電気も止められ、固形燃料でインスタントラーメンを食うという、野良犬じみた生活をしていた。そこを無理矢理、武智幸夫と不動正美の二人に連れられ、T・O・P指令を下される。
フォート・フラッグで二十数種類の格闘技をマスターし、カポエラを使う。漢字を並べられると頭が痛くなる癖を持つ。
両親を幼い時にテロで亡くしている。戦闘時に使用するアーミーナイフはテロ事件で殺された両親（軍人だった父）の遺留品の一つである。両親の遺体を前にした飛葉はナイフを手に持つと「大きくなったら殺してやるんだ」との発言をし、テロリストを抹殺することを誓った（後に報復を果たす）。
不動正美（ふどう まさみ）
元自衛隊レンジャー部隊（第一空挺団）のコマンドー。空手五段。
武智の側近ボディガードだったが、飛葉と出会ったことで武智のやり方に疑問を感じ、辞職。以後は飛葉と行動を共にするようになる。かなりの巨体で飛葉からはゴリラとよく言われる。一人称は「自分」。
赤木美奈子（あかぎみなこ）
女性フォトジャーナリスト。暗殺現場を目撃してしまった事から命を狙われ飛葉に守られる事になる。この事件の解決後もスクープ捜しと言いつつ事件解決の手助けをしている。飛葉と顔を合わすといつも小競合いをしている。
武智幸夫（たけちさちお）
UCIA（内閣調査室）室長。
飛葉に極秘任務を依頼するが、拒否される為あらゆる手段を使って飛葉に行動を起こさせる。部下である不動正美には口答えを許さず、体罰で黙らせる。
時には国益や名誉を優先した卑劣な命令や発言を下すことがあり、犠牲者が出た場合は飛葉により報復を受けることがある。

### 敵
ミスター・ハリー
シースルーシャツを着た大柄な男。ACT.1に登場。
プロの傭兵で、味方であろうと足手まといになる人間は、容赦なく殺してしまう。
日本赤狼軍からの依頼で、府中刑務所からメンバーを8名脱走させるが、公安警察にマークされたアジトに案内され、ホテルに立て籠もる事になり、リーダーを射殺する。

## 作中設定・用語
T・O・P指令
敵を見つけ次第、抹殺しても良いという指令。
日本赤狼軍（にほんせきろうぐん）
過激派集団。右傾化軍国主義化を進めている日本政府を糾弾するというお題目を掲げ、テロ活動を行う。
メンバーである8名が府中刑務所より、脱走する。
フォート・フラッグ
グリーン・ベレーの隊員になる為の訓練校。ジョン・F・ケネディ特殊戦争スクールがある。

## オリジナルアニメ
『ドッグソルジャー DOG SOLDIER:SHADOWS OF THE PAST』のタイトルで、1989年に発売された。
キャスト
- 飛葉 - 神谷明
- 不動 - 郷里大輔
- 武智 - 屋良有作
- キャシー - 土井美加
- 竹邑 - 若本規夫
- 将校 - 飯塚昭三
- 部下 - 二又一成
- 現場監督 - 塩屋浩三

スタッフ
- 監督 - 江幡宏之
- 製作 - 白川隆三、高橋豊
- 企画 - 頓田憲三、肥田光久、沢登昌樹
- プロデューサー - 坂本要 、加藤長輝
- 脚本 - 会川昇
- キャラクターデザイン・作画監督 - 工藤柾輝
- 美術監督 - 地蔵本拓嗣
- 撮影監督 - 森口洋輔
- 音響監督 - 松浦典良
- 音楽 - 黒石ひとみ
- 音楽プロデューサー - 小栗俊雄
- 音楽制作 - フロムイースト
- 制作プロデューサー - 阿部榮滋
- 協力 - 月刊ベアーズクラブ
- 制作 - アニメイトフィルム、J.C.STAFF
- 製作・著作 - ムービック、ソニーミュージックエンタテインメント

エンディングイメージソング
「屋上のSISSY」
- 作詞・作曲 - 浦江アキコ、並木清次、佐々木研
- 歌 - BLUE ANGEL